# ألفونسو كالديرون
ألفونسو كالديرون (بالإسبانية: Alfonso Calderón) هو كاتب وشاعر تشيلي، ولد في 21 نوفمبر 1930 في سان فرناندو في تشيلي، وتوفي في 8 أغسطس 2009 في سانتياغو في تشيلي بسبب نوبة قلبية.